# Пятницкий, Константин Петрович
Константин Петрович Пятницкий (31 марта 1864, c. Кемцы, Валдайский район, Новгородская губерния, Российская Империя, — 6 января 1938, Ленинград, СССР) — российский издатель, журналист и автор мемуаров. Был соучредителем книгоиздательского товарищества «Знание» и одно время тесно сотрудничал с Максимом Горьким.

## Биография
Константин Пятницкий родился в Новгородской губернии Российской империи в семье местного священнослужителя. После исключения за неблагонадёжность из Санкт-Петербургского университета продолжил обучение в Казанском университете, факультет естественных наук которого окончил в 1888 году. В том же году переехал в Санкт-Петербург и присоединился к частному учреждению под названием «Санкт-Петербургский комитет грамотности», а также стал сотрудником журнала «Мир Божий».
В 1898 Пятницкий основал издательское товарищество «Знание» и стал исполнять обязанности директора и редактора этого учреждения. В 1900 он пригласил Максима Горького в издательство и к 1905 году оказался под сильным влиянием последнего. Пятницкому посвящена пьеса Горького «На дне».
Подписал соглашение с РСДРП, согласно которому в серии «Дешёвая библиотека „Знания“» должны были публиковаться марксистские материалы. В 1905—1907 годах занимал более умеренную позицию, согласившись на публикацию «Знанием» материалов иного направления, что в конечном итоге привело к разрыву с Горьким.
В 1909—1913 годах проживал в эмиграции. После революции 1917 года Пятницкий работал директором библиотеки при Доме науки. В 1919 передал 250 тысяч копий книг из хранилищ «Знания» в министерство образования. В 1937 опубликовал мемуары «М. Горький на родине».